# ジュリアナ・ハットフィールド
ジュリアナ・ハットフィールド（Juliana Hatfield、1967年7月27日 - ）は、アメリカ合衆国のミュージシャン、シンガーソングライター。大学在学中にロックバンド、ブレイク・ベイビーズのメンバーとしてデビューし、現在はソロで活動する。

## 来歴

### 生い立ち
1967年、メイン州のウィスカセットに生まれる。ハットフィールドの父フィリップは放射線科の医師であり、ベトナム戦争時に空軍の軍医を務めた経歴もある。ボストン郊外の町ダックスベリーで2人の兄弟と共に育ち、10代前半から音楽に目覚める。ハットフィールドは高校卒業後にボストン大学に進学し、その後は名門バークリー音楽大学に編入しピアノを専攻した。

### ブレイク・ベイビーズ
1986年、大学在学中にジョン・P・ストロームとフリーダ･ボナー（現フリーダ・ラヴ）と出会い、ブレイク・ベイビーズを結成し、ハットフィールドはボーカルとベース、ギターやピアノを担当した。バンドはノースカロライナ州のインディーズ・レーベルであるマンモス・レコードと契約、1987年に1stアルバム『Nicely, Nicely』でデビューし、カレッジラジオを中心に支持を集め、アメリカやヨーロッパでツアーを行った。バンドはその後2枚のアルバムをリリースし、初期のパンキッシュな曲調から初期R.E.M.やニール・ヤングから影響を受けたメロディアスなギターポップにシフトしていった。1991年にバンドは解散した。

### レモンヘッズ
ブレイク・ベイビーズ解散後の1991年、ハットフィールドはレモンヘッズに加入しバンドの5枚目のアルバム『It's a Shame About Ray』のレコーディングに参加。ベースとコーラスを担当し、'92~'93年の間に行われたツアーにも参加した。

### ソロ活動開始
ハットフィールドは同時期にソロ活動も開始しており、1992年3月にソロデビューアルバム『Hey Babe』をリリースした。アルバムは1992年にリリースされたインディーズアルバムで最も売れたアルバムの一つとなった。この頃ドラマーにトッド・フィリップス、ベーシストにディーン・フィッシャーを募り、ジュリアナ・ハットフィールド・スリーを結成する。1993年に1stアルバム『Become What You Are』をリリース。アルバムの楽曲はラジオで頻繁に取り上げられるようになり、中でも収録曲「My Sister」はModern Rock Tracksチャートで1位を獲得するなど彼女にとって最大のヒット曲の一つとなる。1994年にバンドは解散。
1995年3月に2ndソロアルバム『Only Everything』をアトランティック・レコードよりリリース。よりヘヴィでアップテンポな作風となり、ハットフィールドも本作について「ボリュームとディストーションを大きくして、すごく楽しかった」と語っている。1997年にも3枚目となるはずだったアルバム『God's Foot』をリリース予定だったが所属レーベルとの確執によって未発表となる。メジャーレーベルの契約上の義務から解放されるためインディーズレーベルBar/NoneよりEP『Please Do Not Disturb』をリリース。また『God's Foot』の長期に及ぶセッションの反発から、6日間でレコーディングした3rdアルバム『Bed』を1998年8月にリリースした。

### 2000年代以降
2000年の4枚目のアルバム『Beautiful Creature』は自身のキャリアで最も賞賛されたアルバムの一つとなった。同年に3人編成で制作された5枚目のアルバム『Juliana's Pony: Total System Failure』をリリース。2001年に新バンドであるサム・ガールズを結成し、ソロ活動と平行して活動。2002年には自身初のベスト・アルバム『Gold Stars 1992–2002: The Juliana Hatfield Collection』を発表した。2004年発表の6枚目のアルバム『In Exile Deo』はエンジニアにP!NKやアヴリル・ラヴィーンのスタッフらが参加し、コマーシャルな音楽性を獲得。自主レーベルであるYe Oldeからリリースした2005年の7枚目のアルバム『Made in China』は、前作の反発からより生々しくダークなサウンドを展開した。同年に彼女の10代からの憧れであるXとツアーを行った。2008年に3年ぶり8枚目のアルバム『How to Walk Away』をリリースし、好意的なレビューに迎えられた。
2010年2月に作曲、演奏、プロダクション、エンジニアリングやミキシングをすべて自身の手で行った9枚目のアルバム『Peace & Love』を発表。12月にレモンヘッズのイヴァン・ダンドと共にニューヨークで2回アコースティック・ライヴを開き、チケットはソールドアウトと好評だったため、翌年1月までアコースティック・ツアーを行った。2011年8月に10枚目のアルバム『There's Always Another Girl』を発表し、ダウンロード版は自身の誕生日である7月27日に利用可能となった。2012年8月にセルフタイトルのカバーアルバム『Juliana Hatfield』をリリース。ザ・フー、クリーデンス・クリアウォーター・リバイバル、レッド・ツェッペリンなどのカバー曲を収録した。2013年9月に12枚目のアルバム『Wild Animals』をリリース。『Peace & Love』に続く自主制作アルバムとなった。同年10月にはサイド・プロジェクトであるマイナー・アルプスの1stアルバム『Get There』を発表。2014年にはジュリアナ・ハットフィールド・スリーを再結成させ、2015年2月に20年半ぶりの2ndアルバム『Whatever, My Love』を発表した。

## 作品

### ソロアルバム
- Hey Babe （1992年）
- Only Everything （1995年）
- Bed （1998年）
- Beautiful Creature （2000年）
- Juliana's Pony: Total System Failure  （2000年）
- In Exile Deo （2004年）
- Made in China （2005年）
- How to Walk Away （2008年）
- Peace & Love （2010年）
- There's Always Another Girl （2011年）
- Juliana Hatfield （2012年）
- Wild Animals （2013年）
- Pussycat （2017年）

### EP
- Forever Baby （1992年）
- Please Do Not Disturb  （1997年）
- Sittin' in a Tree （2007年）

### コンピレーション・アルバム
- Gold Stars 1992–2002: The Juliana Hatfield Collection （2002年）

### ライブ・アルバム
- The White Broken Line: Live Recordings （2006年）

### ジュリアナ・ハットフィールド・スリー
- Become What You Are （1993年）
- Whatever, My Love （2015年）